# روپرت (پنسیلوانیا)
روپرت (به انگلیسی: Rupert) یک منطقهٔ مسکونی در ایالات متحده آمریکا است که در شهرستان کلمبیا، پنسیلوانیا واقع شده‌است. روپرت ۲٫۴ کیلومتر مربع مساحت و ۱۸۳ نفر جمعیت دارد و ۱۵۵٫۴۵ متر بالاتر از سطح دریا واقع شده‌است.